# Sinterklaas en het Geheim van het Grote Boek
Sinterklaas en het Geheim van Het Grote Boek is een Nederlandse jeugdfilm uit 2008, geregisseerd door Martijn van Nellestijn. Met in de hoofdrollen Pamela Teves, Erik-Jan Slot, Frederik de Groot, Hetty Heyting. De film is een vervolg op Sinterklaas en het Uur van de Waarheid.

## Verhaal
Terwijl Tante Til uit de Familie Knots haar intrek neemt in het Kasteel van Sinterklaas is deze bezig om het examen af te leggen voor zijn internationale dakbewijs. Als hij tijdens dit examen een ongeluk krijgt komt hij in het ziekenhuis terecht. Onder invloed van pillen van Dr. Ferdinand kondigt Sinterklaas op een persconferentie aan te stoppen en draagt zijn functie over aan de gemene Dr. Brein. Hij geeft haar het grote boek waarmee ze alles in handen heeft om de functie van Sinterklaas over te nemen. Dr. Brein neemt haar intrek in het kasteel van Sinterklaas en stuurt alle pieten weg. Ze vervult echter niet haar taak om de kinderen cadeautjes te geven. Agent de Bok krijgt van de commissaris een verbod om zich met de Sinterklaaszaak te bemoeien; hij doet dit toch en wordt ontslagen. Met hulp van inspecteur Jankers wordt duidelijk wie de mysterieuze arts is die Sinterklaas behandelt.
Als blijkt dat de arts de vader van Dr. Brein is en deze Sinterklaas onder hypnose heeft gebracht om zijn functie af te staan komen de pieten tot de conclusie dat er een gemeen spel is gespeeld en wordt er daadkrachtig opgetreden. Door middel van een slim plan bevrijden de pieten Sinterklaas uit het ziekenhuis en wordt het kasteel van Sinterklaas overmeesterd door de pieten. Maar het probleem is nog niet voorbij. De arts vlucht samen met Dr. Brein en haar handlangers naar Curaçao toe waar de Pieten een slim plan moeten bedenken om Sinterklaas uit de hypnose te krijgen en om het Grote Boek van Sinterklaas terug te krijgen bij de Goedheiligman in Nederland.

## Rolverdeling
| Acteur                  | Personage       | Opmerkingen                  |
| ----------------------- | --------------- | ---------------------------- |
| Robert-Jan Wik          | Sinterklaas     |                              |
| Pamela Teves            | Dr. Brein       |                              |
| Harold Verwoert         | Diego           |                              |
| Hetty Heyting           | Tante Til       |                              |
| Carel Struycken         | Dr. Ferdinand   |                              |
| Erik-Jan Slot           | de Bok          | Agent                        |
| Frederik de Groot       | Jankers         | Inspecteur                   |
| Ben Cramer              |                 | De commissaris               |
| Martijn van Nellestijn  | Joris           |                              |
| Richard de Ruijter      | Boris           |                              |
| Inge Ipenburg           | Mevrouw Dakjes  |                              |
| Christian Nieuwenhuizen | Chris Dakjes    |                              |
| Jeffrey Erens           | Postpiet        |                              |
| Tony Neef               | Perspiet        |                              |
| Gerard Joling           | Gerard          | in Shownieuws                |
| Maureen du Toit         | Maureen         | in Shownieuws                |
| Ronnie Tober            | Zichzelf        |                              |
| Frans Mulder            | Van Brummelen   | Patiënt                      |
| Marianne van Wijnkoop   |                 | Bezoek patiënt Van Brummelen |
| Joep Sertons            | Govert Glinster | Juwelier                     |
| Bill van Dijk           |                 | Arts 1                       |
| Richard Groenendijk     |                 | Arts 2                       |
| Martine van Os          |                 | Zuster                       |
| Rita Verdonk            |                 | Minister-president           |
| Freek Commandeur        | Planpiet        |                              |
| Gerard Cox              | Barman          |                              |

## Prijzen en nominaties
| Jaar | Festival   | Prijs       | Categorie | Ontvanger              | Informatie      |
| ---- | ---------- | ----------- | --------- | ---------------------- | --------------- |
| 2008 | NFF & NFVF | Gouden film |           | Martijn van Nellestijn | 24 oktober 2008 |